# Ananehel
Ananehel o Hananehel o Cananel è un nome ebraico, che significa "Grazia di Dio". Può indicare:

## Edificio di Gerusalemme
La torre di Hananehel o Hanahel o Cananel è un edificio di Gerusalemme, utilizzato dal profeta Geremia (31,38) e dal profeta Zaccaria (14,10) per indicare uno degli estremi della Gerusalemme escatologica.
Papa Gregorio Magno diede un'interpretazione allegorica del brano di Geremia:
()

## Angelo
Origene menziona che in un testo esoterico viene citato un angelo con questo nome che sarebbe stato inviato da Dio a confortare Ester affinché trovasse grazia presso il re Assuero:
(Origene, Commentaria in epistolam B. Pauli ad Romanos, Liber nonus, s. 2,)
Secondo M.R. James questo testo sconosciuto potrebbe trovarsi nella continuazione perduta dell'opera "Le Antichità Bibliche", anticamente attribuita a Filone d'Alessandria, ma oggi considerata spuria ("Pseudo-Filone"). Nella parte dell'opera sopravvissuta, infatti, l'autore inventa analogamente un angelo sconosciuto alla Bibbia, che interviene a confortare Davide.
Origene osserva, inoltre, che nella maggior parte dei manoscritti il nome era storpiato in "Anahel" o confuso con Anamehel, il nome del figlio di Sallum citato sempre da Geremia (32,8):
(ibidem)
Un errore tipografico nella suddetta opera di James è probabilmente la causa per cui questo nome viene oggi storpiato in "Ananchel". Questa versione erronea è contenuta in una enciclopedia facilmente accessibile